# Nizami-Museum für aserbaidschanische Literatur
Das Nationale Museum für aserbaidschanische Literatur, benannt nach Nizami Ganjavi (aserbaidschanisch: Nizami Gəncəvi adına Milli Azərbaycan ədəbiyyatı muzeyi), ist ein Museum in Baku, das 1939 gegründet wurde. (aserbaidschanisch Nizami Gəncəvi adına Milli Azərbaycan ədəbiyyatı muzeyi). Es befindet sich in der Nähe des Eingangs von Icheri Sheher, nicht weit vom Brunnenplatz entfernt. Das Museum gilt als eine der größten und reichsten Schatzkammern der aserbaidschanischen Kultur.
Das Hauptziel des Museums ist die Sammlung, Erforschung und Aufbewahrung von wissenschaftlichen und anderen Materialien über die aserbaidschanische Literatur und Kultur sowie die Präsentation dieser Materialien in Ausstellungen und Expositionen. Das Museum führt auch wissenschaftliche Forschungen durch und veröffentlicht Bücher und Monografien.

## Geschichte des Museums

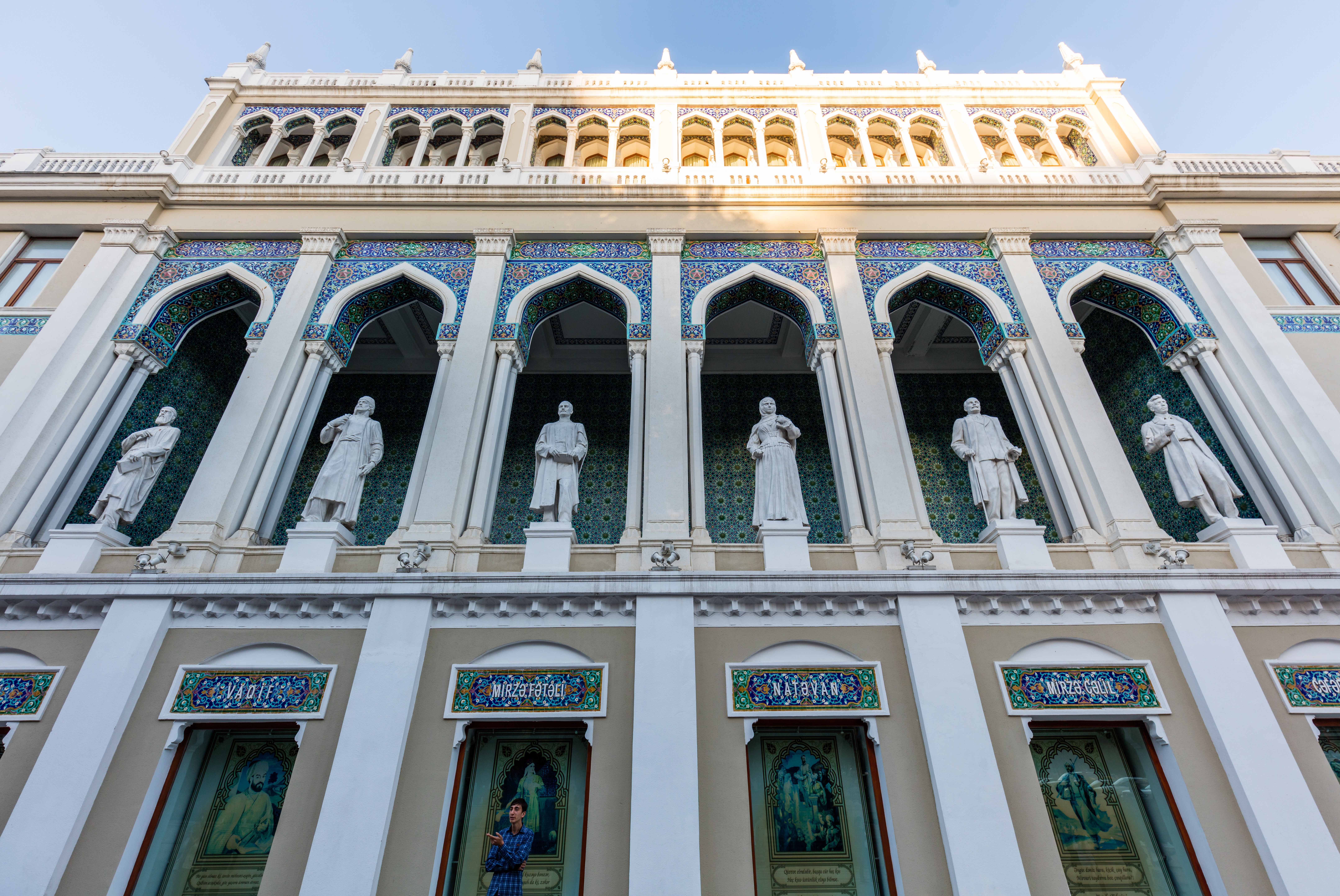
Blick von unten

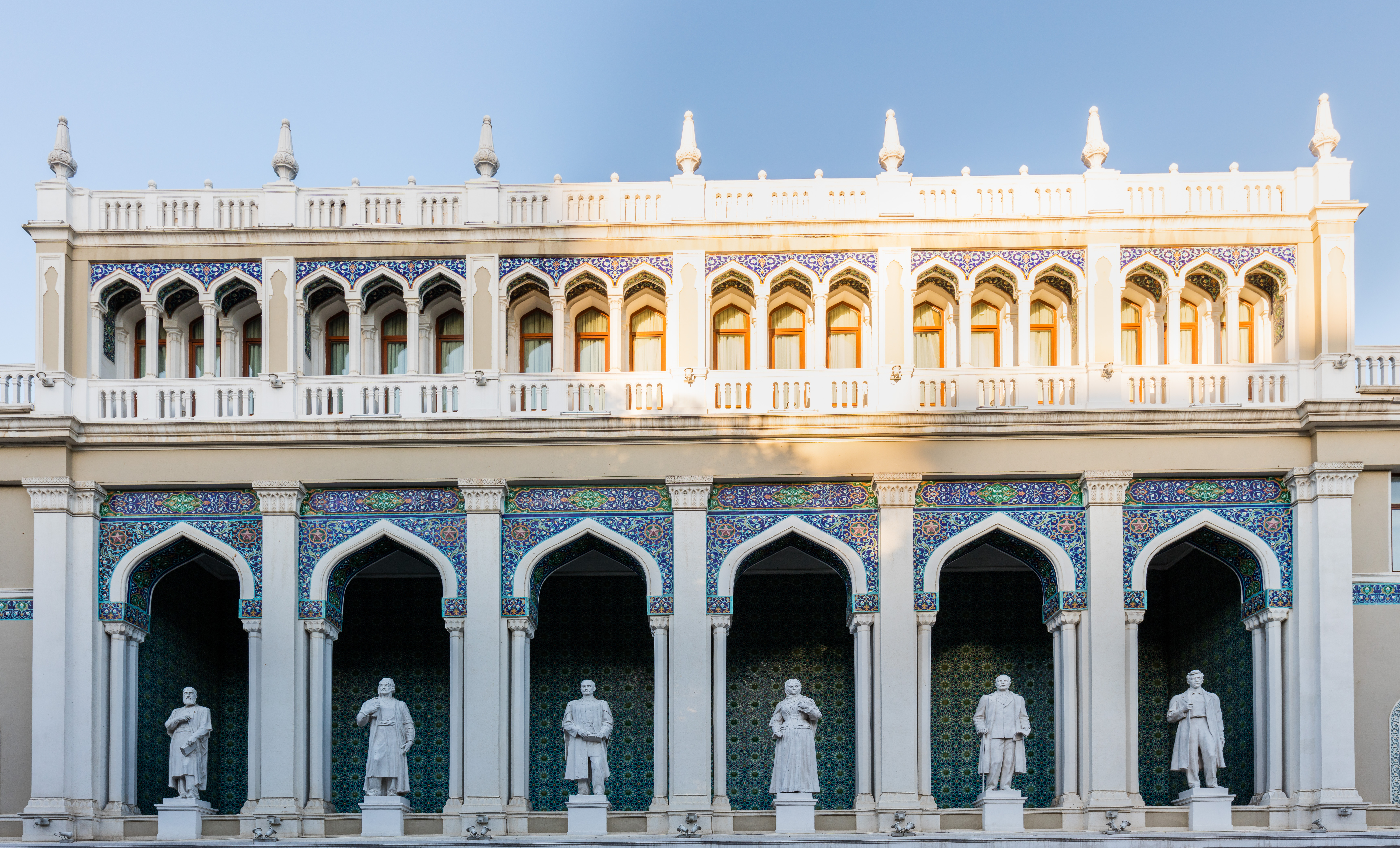
Skulpturen im Obergeschoss

Das Gebäude, in dem sich das Museum befindet, wurde 1850 als einstöckige Karawanserei erbaut. Im Jahr 1915 wurde das Gebäude an das Hotel „Metropol“ übergeben, und das zweite Stockwerk wurde umgebaut. In den Jahren 1918–1920 wohnten und arbeiteten in dem Gebäude die Mitarbeiter des Ministerkabinetts der Aserbaidschanischen Demokratischen Republik; in den Jahren 1920–30 befand sich in dem Gebäude der Gewerkschaftssowjet von Aserbaidschan.
Am 1. November 1939 wurde gemäß dem Befehl Nr. 4972 des Rates der Volkskommissare der Aserbaidschanischen SSR in dem Gebäude anlässlich des 800. Geburtstages des persischen Dichters Nizami Ganjavi ein nach Nizami benanntes Gedenkmuseum eingerichtet. Jahrestag des persischen Dichters Nizami Ganjavi eingerichtet. Das Gebäude wurde durch das Projekt der Architekten Sadikh Dadashov und Mikayil Huseynov überarbeitet, die Skulpturen an der Fassade anbrachten und zwei Stockwerke rekonstruierten. Später wurde das Gedenkmuseum in das Museum für aserbaidschanische Literatur umbenannt. Die Inneneinrichtung des Museums wurde von Letif Kerimov entworfen. Während des Zweiten Weltkriegs, als der 800. Geburtstag des persischen Dichters Nizami Ganjavi in der Leningrader Blockade gefeiert wurde, wurde die Arbeit an der Exposition des Museums fortgesetzt. Am 14. Mai 1945 öffnete das Museum erst nach dem Sieg im Großen Vaterländischen Krieg seine Pforten für Besucher, obwohl das Museum bereits 1939 gegründet wurde.
Zweimal, 1959 und 1967, wurde das Museum überholt, erweitert und modernisiert. In den Jahren 2001–2003 wurde das Museum erneut umgebaut.
Weitere Renovierungsarbeiten fanden im Sommer 2005 statt, nach einem Besuch des aserbaidschanischen Präsidenten Ilham Aliyev im Jahr zuvor. Das Ministerkabinett der Republik Aserbaidschan stellte 13 Millionen Manat für die Renovierung bereit. Die Ausstellungsfläche des Museums wurde um 2500 Quadratmeter erweitert, und die Zahl der Säle stieg auf 30 Haupt- und 10 Nebenräume. Vor den Arbeiten konnte das Museum etwa 1000 Exponate aus seiner Sammlung von 120.000 Gegenständen ausstellen; nach dem Umbau konnte das Museum 25.000 Exponate auf einmal zeigen.

## Das Gebäude
Die Gesamtfläche des Museums beträgt 2500 Quadratmeter, wovon 1409 Quadratmeter der Ausstellung gewidmet sind. Mehr als 3000 Manuskripte, seltene Bücher, Illustrationen, Porträts, Skulpturen, Miniaturen, Dichtererinnerungen und andere Exponate befinden sich in 30 Haupt- und 10 Nebenräumen des Museums. Ein Teil des Museums ist eine Buchhandlung.
Die Skulpturen bedeutender aserbaidschanischer Dichter und Schriftsteller wurden in folgender Weise an der Fassade des Museums aufgestellt: Muhammad Fuzuli (Bildhauer: F. Abdurrahmanov), Molla Panah Vagif (Bildhauer: S. Klyatskiy), Mirza Fatali Akhundov (Bildhauer: P. Sabsai), Khurshidbanu Natavan (Bildhauer: Y. Tripolskaya), Jalil Mammadguluzadeh (Bildhauer: N. Zakharov) und Jafar Jabbarly (Bildhauer: S. Klyatskiy). Im Fundus des Museums werden 120.000 Exponate aufbewahrt.
Zu den bekanntesten Exponaten des Museums gehören ein Manuskript von Nizamis Eskandar Nameh in persischer Sprache, das 1413 geschrieben wurde, ein Manuskript von Fuzulis „Bangu Bada“ (1569) und „Das östliche Gedicht über Puschkins Tod“ von Mirza Fatali Akhundov.

## Weiterführende Links
- Aserbaidschanische Literatur